# Сирота Григорій Михайлович
Григо́рій Миха́йлович Сирота́ (1 травня 1931 — ?) — український радянський діяч, шахтар, гірник очисного вибою шахти № 3 «Великомостівська» комбінату «Укрзахідвугілля» Львівської області. Герой Соціалістичної Праці (30.03.1971).

## Біографія
З 1950-х років — гірник очисного вибою, бригадир гірничих робітників очисного вибою шахти № 3 «Великомостівська» комбінату «Укрзахідвугілля» Львівської області.
Використовуючи досвід передових колективів галузі, очолювана Григорієм Сиротою бригада гірничих робітників очисного вибою в 1982 році перевищила 500-тисячний рубіж видобутку вугілля в рік. Цей показник не змінювався протягом 12 років. Були часи, коли видавали на-гора й по 600—650 тисяч тонн. Найвидатнішим був 1986 рік — 700 тисяч тонн вугілля на-гора.
Потім — на пенсії в місті Червонограді Львівської області.

## Нагороди
- Герой Соціалістичної Праці (30.03.1971)
- орден Леніна (30.03.1971)
- орден «Знак Пошани»
- ордени
- медалі